# Septoria menthae
Septoria menthae är en svampart som först beskrevs av Thüm., och fick sitt nu gällande namn av Cornelius Anton Jan Abraham Oudemans 1875. Septoria menthae ingår i släktet Septoria och familjen Mycosphaerellaceae.   Inga underarter finns listade i Catalogue of Life.